# 시키토촌
시키토촌(飾東村)은 효고현 시카마군에 있던 촌이다. 현재의 히메지시에 해당한다.